# Amorphophallus cicatricifer
Amorphophallus cicatricifer är en kallaväxtart som beskrevs av Wilbert Leonard Anna Hetterscheid. Amorphophallus cicatricifer ingår i släktet Amorphophallus och familjen kallaväxter. Inga underarter finns listade.